# Партия мира, единства и развития
Партия мира, единства и развития (сомал. Xisbiga Kulmiye Nabad, Midnimo iyo Horumarka, араб. حزب التضامن‎), также известная как Кульмие (Kulmiye) — правящая политическая партия в Сомалиленде. Основана в 2002 году Ахмедом Силаньо.
На съезде партии от 10 ноября 2015 года Муса Бехи был избран её председателем и был выбран кандидатом от партии на следующих президентских выборах.

## Участие в выборах

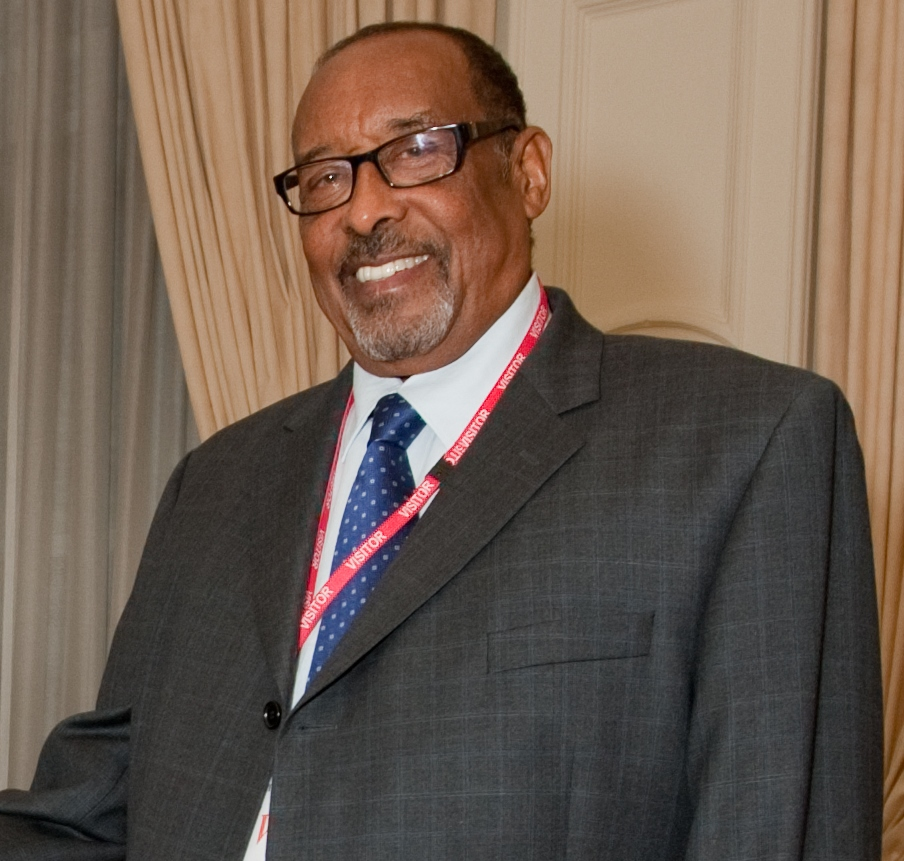
Ахмед Махамед Махамуд Силаньо, основатель Партии мира, единства и развития

На президентских выборах 14 апреля 2003 года Ахмед Силаньо набрал 42,1 % голосов избирателей, проиграв Дахир Риял Кахину с очень небольшим отставанием в 0,2 %.
На парламентских выборах 29 сентября 2005 года партия набрала 34,1 % голосов избирателей и 28 из 82 мест.
На президентских выборах 26 июня 2010 года Силаньо уверенно одержал победу, набрав 49,59 % голосов.
13 ноября 2017 года в Сомалиленде вновь состоялись президентские выборы — третьи прямые президентские выборы с 2003 года. Действующий президент Ахмед Силаньо не баллотировался на второй срок. Результатом стала победа правящей партии Кульмие и ее кандидата Мусы Бехи Абди, получившего 55 % голосов.